# Walter Sintenis

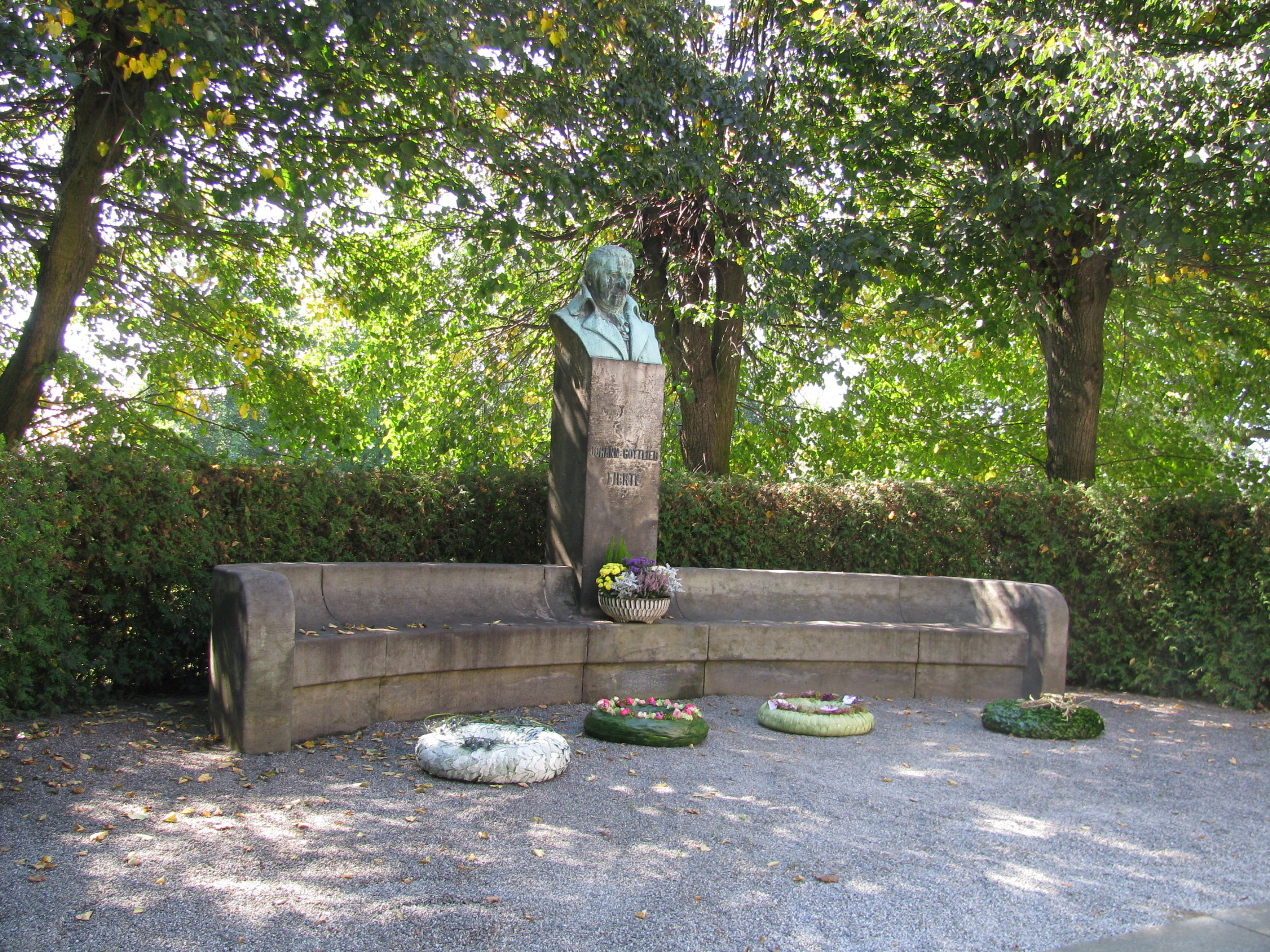
Johann-Gottlieb-Fichte-Denkmal in Rammenau

Walter Sintenis (* 20. Juli 1867 in Zittau; † 15. November 1911 in Dresden) war ein deutscher Bildhauer, Maler und Medailleur.

## Leben
Sintenis wurde 1867 in Zittau geboren. Er studierte zunächst an der Dresdner Kunstakademie bei Robert Diez. Danach studierte er bei Constantin Meunier und Jules Lagae in Brüssel. Später ließ er sich wieder in Dresden nieder. Er wurde Mitglied der Künstlergruppe Die Elbier (1902 um Gotthardt Kuehl) und war freischaffend in Dresden tätig. 1909 war er Gründungsmitglied der Künstlervereinigung Dresden. Sintenis starb 1911 in Dresden und wurde auf dem Alten Annenfriedhof beigesetzt. Er war der Onkel von Renée Sintenis.

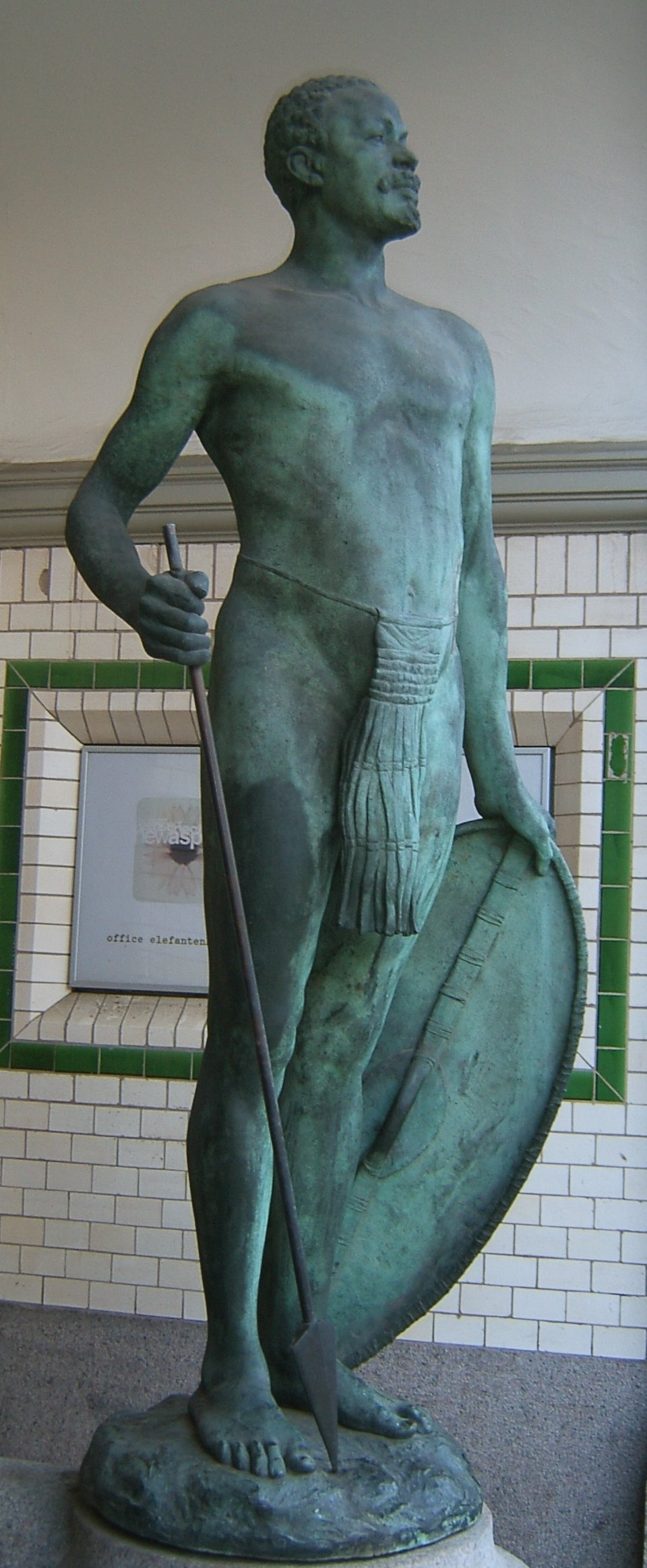
Figur eines afrikanischen Kriegers, Afrikahaus in Hamburg

## Werk
- 1900: Standbild eines afrikanischen Wahehe-Kriegers am Eingang des Afrika-Hauses in Hamburg[2] (1904 auch als «Togo-Neger» bezeichnet).[3]
- 1903: Statuen in der Lukaskirche Dresden: An den 4 Pfeilern des Kirchenschiffes befanden sich symbolische Gestalten aus dem Evangelium des Lukas, welche von Walter Sintenis entworfen und von den Anton Schwarz und Adolf Schwarz ausgeführt wurden. „Der Hirt“, „Der Weingärtner“, „Der Fischer“ und „Der Säemann“. Heute sind die Statuen nicht mehr vorhanden. Bilder sind noch in Quellen vor 1945 zu finden.[4]
- 1905: Büste einer Südfranzösin (Mademoiselle M. B.) (farbiges Wachs, bemalt), Skulpturensammlung Dresden, Inventarnummer ZV 2492
- vor 1909: Figur Übermut (Bronzeguss), Skulpturensammlung Dresden, Inventarnummer ZV 2359
- 1910: Figur Frau Harlan (farbiges Wachs, bemalt), Skulpturensammlung Dresden, Inventarnummer ZV 3385
- 1911: Figur Tänzerin (Wachs, Hohlguss), Skulpturensammlung Dresden, Inventarnummer ZV 2494
- 1911: Figur Schönheit ist Siegerin (Wachs, Hohlguss), Skulpturensammlung Dresden, Inventarnummer ZV 2493
- 1911: Plakette Gustav Hartmann (Zinnguss), Skulpturensammlung Dresden, Inventarnummer ZV 2495[5]
- 1912: Johann-Gottlieb-Fichte-Denkmal in Rammenau
- Figur Haarflechterin (Bronze), Museen der Stadt Dresden, Stadtmuseum Dresden, Signatur/Inventar-Nr.: 1977/K 99[6]
- Reliefplatte als Grabschmuck für den Reeder und Kaufmann Carl Woermann auf dem Friedhof Ohlsdorf in Hamburg[7]